# Erie Abe
 Erie Abe  (阿部絵里恵, Abe Erie, née le 3 septembre 1987 à Okayama, au Japon) est une chanteuse japonaise, qui débute en juillet 2002 en rejoignant sous le nom de scène Erie le groupe d'idoles japonaises dream, futur DRM puis Dream. Elle fait aussi partie de l'équipe de futsal qui en est dérivée, TEAM dream, et du groupe E-Girls.

## Discographie
Albums avec Dream
- 26/02/2003 : Dream World
- 10/03/2004 : ID
- 29/09/2004 : 777 ~Best of Dreams~ (reprises / best of)
- 08/12/2004 : Dream Meets Best Hits Avex (reprises)
- 09/03/2005 : 777 ~Another Side Story~ (reprises / compilation)
- 27/07/2005 : Natsuiro (ナツイロ) (mini-album)
- 21/12/2005 : Boy Meets Girl (mini-album)
- 01/01/2007 : 7th Anniversary Best (best of)
- 01/01/2007 : Greatest Live Hits (live)
- 30/03/2007 : Complete Best (best of)
- 27/06/2007 : DRM (mini-album de DRM)
- 24/11/2010 : Hands Up!

Singles avec Dream
- 13/02/2003 : Music Is My Thing
- 10/09/2003 : I Love Dream World
- 25/02/2004 : Identity -Prologue-
- 04/08/2004 : Pure
- 11/08/2004 : Love Generation
- 02/03/2005 : Soyokaze no Shirabe / Story
- 07/01/2008 : Touchy Touchy (single digital de DRM)
- 07/02/2008 : Electric (single digital de DRM)
- 07/03/2008 : Tasty (single digital de DRM)
- 07/04/2008 : To You (single digital de DRM)
- 09/09/2009 : Perfect Girls / To the Top (single "indie")
- 01/03/2010 : Breakout (single "indie")
- 18/08/2010 : My Way ~ULala~
- 06/10/2010 : Ev'rybody Alright!
- 13/04/2011 : To You... (single digital)
- 30/11/2011 : Dreaming Girls (single digital)
- 29/05/2013 : Only You
- 09/10/2013 : Wanna Wanna Go! (single digital)
- 05/11/2014 : Darling (ダーリン?)
- 11/02/2015 : Konna ni mo (こんなにも?)
- 18/11/2015 : Blanket Snow (ブランケット・スノウ?)

Singles avec E-Girls
- 28/12/2011 : Celebration!
- 18/04/2012 : One Two Three
- 03/10/2012 : Follow Me
- 20/02/2013 : THE NEVER ENDING STORY
- 13/03/2013 : Candy Smile
- 02/10/2013 : Gomen Nasai no Kissing You (ごめんなさいのKissing You)
- 20/11/2013 : Kuru Kuru (クルクル)
- 26/02/2014 : Diamond Only